# بيتر وليامز (لاعب كريكت جنوب إفريقي)
بيتر وليامز (28 سبتمبر 1957 في جنوب أفريقيا - 26 مايو 2014) (بالإنجليزية: Peter Williams)‏ هو لاعب كريكت جنوب أفريقي.

## وصلات خارجية
- بيتر وليامز على موقع إي آس بي آن كريك إنفو (الإنجليزية)